# Sura (ciudad)

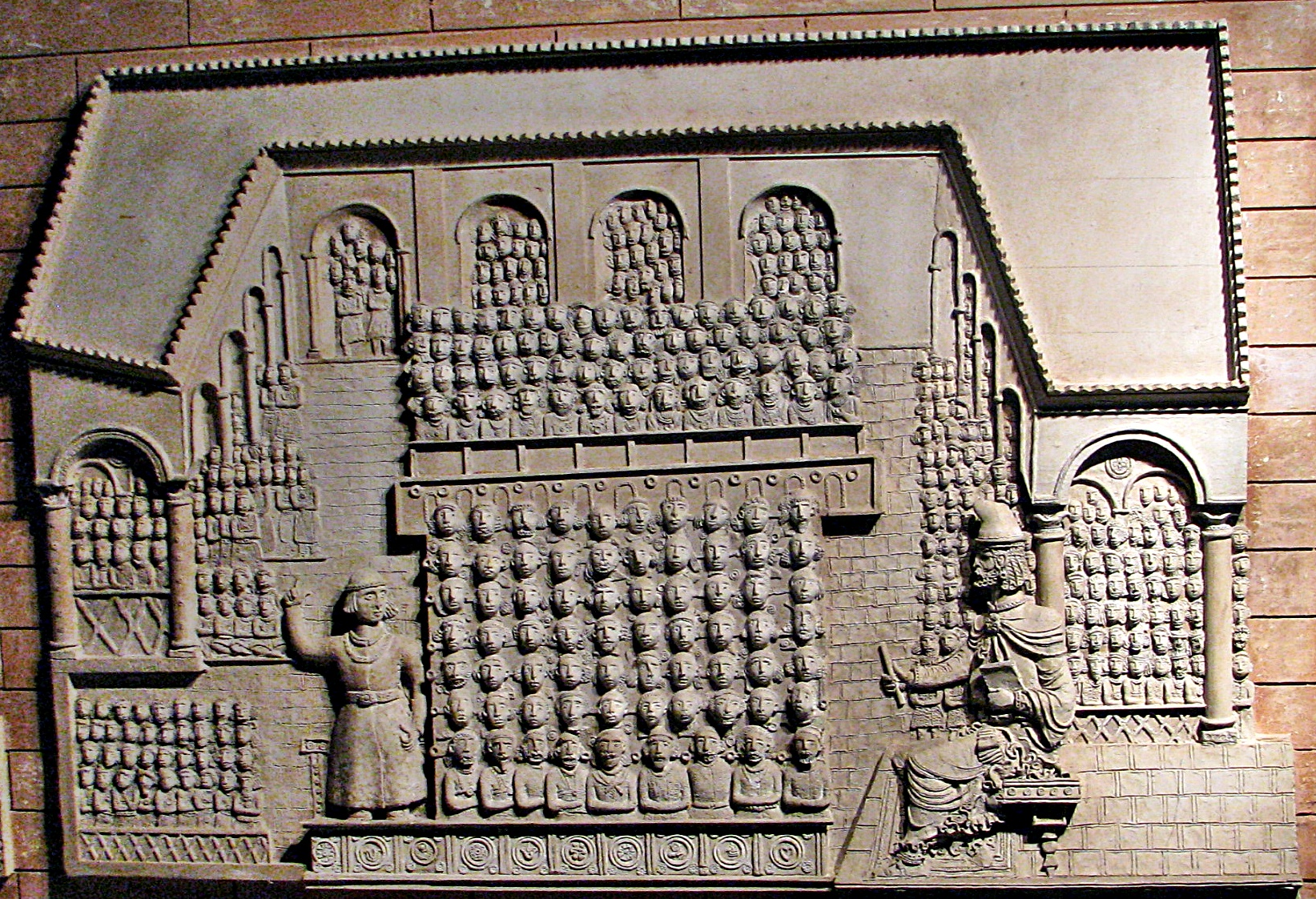
Relieve que representa al rabino Ashi enseñando en la Academia Talmúdica de Sura, Babilonia, de nuestra era. Beth Hatefutsoth, Israel.

Sura fue una antigua ciudad en la parte sur de la antigua ciudad de Babilonia, localizada al oeste del río Éufrates. Era conocida por su producción agrícola, la cual incluía uvas, trigo y cebada. Sura fue un centro importante de enseñanza de la Torá. Sura fue la ciudad de origen de una yeshivá importante, la cual juntamente con las yeshivás de Pumbedita y Nehardea, dio origen al Talmud de Babilonia. 
Sura fue conocida por su producción agrícola, que incluía uvas, trigo y cebada. También por ser un centro principal del estudio de la Torá, y por ser la sede de una importante academia talmúdica fundada por el Rav (Abba Arika) en el siglo III. En las academias talmúdicas de Sura, Pumbedita y Nehardea, tuvo lugar la creación del Talmud babilónico. Según el Rabino Sherira Gaon, Sura también tuvo el nombre de Mata Mehasia, el cual es mencionado en el Talmud. 